# Aeroporti nel Regno Unito
- London Heathrow Airport (LHR)
- London Gatwick Airport (LGW)
- London Stansted Airport (STN)
- London Luton Airport (LTN)
- London Southend Airport (SEN)
- London City Airport (LCY)
- Manchester Airport (MAN)
- New Castle Airport (NCL)
- Liverpool Airport (LPL)
- Leed Baradford Airport (LBA)
- Birmingham International Airport (BHX)
- East Midlands Airport (EMA)
- Bristol Airport (BRS)
- Exeter Airport (EXT)
- Edinburgh Airport (EDI)
- Glasgow Airport (GLA)
- Aberdeen Airport (ABZ)